# نيرمالا إريفليس
نيرمالا إيريفيلس هي أستاذة في الأسس الاجتماعية للتعليم وقسم القيادة التربوية والسياسات ودراسات التكنولوجيا في جامعة ألاباما. تنشر مقالات حول مواضيع مختلفة تتعلق بالإعاقة، وخاصة الطرق التي ينتشر بها القمع الاجتماعي بسبب الاختلافات في العرق والوضع الاجتماعي والاقتصادي والأجسام.
حصلت إيريفيلس على درجة البكالوريوس في الرياضيات من كلية ستيلا ماريس (تشيناي)، الهند في عام 1985. حصلت على درجة الماجستير في التربية الخاصة من جامعة سيراكيوز في عام 1989، ودرجة الدكتوراه في عام 1998 من جامعة سيراكيوز في "الأسس الثقافية للتعليم".

## المساهمات
تعتمد إيريفيلس على المادية التاريخية التي تشير إلى أن التفاوت الاقتصادي يحدد أشكالاً أخرى من التفاوت - وهي قضية واضحة في أطروحتها للدكتوراه. وفي أطروحتها للدكتوراه، والتي كانت بعنوان "الأجساد التي لا تهم: السياسة الاجتماعية والتعليم وسياسات الاختلاف"، اقترحت إيريفيلس أن الأطفال ذوي الإعاقة الذين يتم إيواؤهم في مؤسسات في الهند يتمتعون في الواقع بامتيازات أكثر من العمال الذين يساعدونهم. وقد علقت في أطروحتها قائلة "إن العديد من مقدمي الخدمات، وخاصة النساء الفقيرات العازبات من الطبقة الدنيا، تحدثوا عن حياة من البؤس التي بدت في كثير من الأحيان وكأنها تفوق بكثير البؤس الذي عانى منه العديد من الأطفال المعوقين الذين تلقوا الخدمات هناك".
في مقال شاركت في تأليفه مع أندريا مينير بعنوان "جرائم لا توصف: فك تشابك العرق والإعاقة في خطابات التقاطع"، كان الطلاب السود واللاتينيون في المناطق الحضرية أكثر عرضة للتصنيف على أنهم يعانون من صعوبات التعلم. يوضح هذا كيف يتم دمج الصور النمطية والعنصرية مع تحديد أقلية إضافية (الإعاقة) لتهميش الطلاب أكثر.
مجالات البحث:
- الماركسية والإعاقة
- دراسات الإعاقة في التعليم
- نظرية النسوية ما بعد الاستعمارية والعالم الثالث
- التعليم متعدد الثقافات
- علم اجتماع التربية

## أعمال هامة
- الإعاقة والاختلاف في السياقات العالمية: تمكين هيئة سياسية تحويلية (نيويورك: بالجريف ماكميلان، 2011)
- "تعليم الأجسام الجامحة: التربية النقدية، ودراسات الإعاقة، وسياسات التعليم"، نظرية التعليم ، المجلد 50، العدد 1، ص. 25–47 (مارس 2000)
- "الإعاقة وجدلية الاختلاف"، مجلة الإعاقة والمجتمع ، المجلد 11، العدد 4 (1996)

## روابط خارجية
- نبذة عن أعضاء هيئة التدريس، جامعة ألاباما، كلية التربية.
- نيرمالا إريفيليس، أوراق بحثية في PhilPapers.org (مستودع الموضوعات).